# Meccanica quantistica

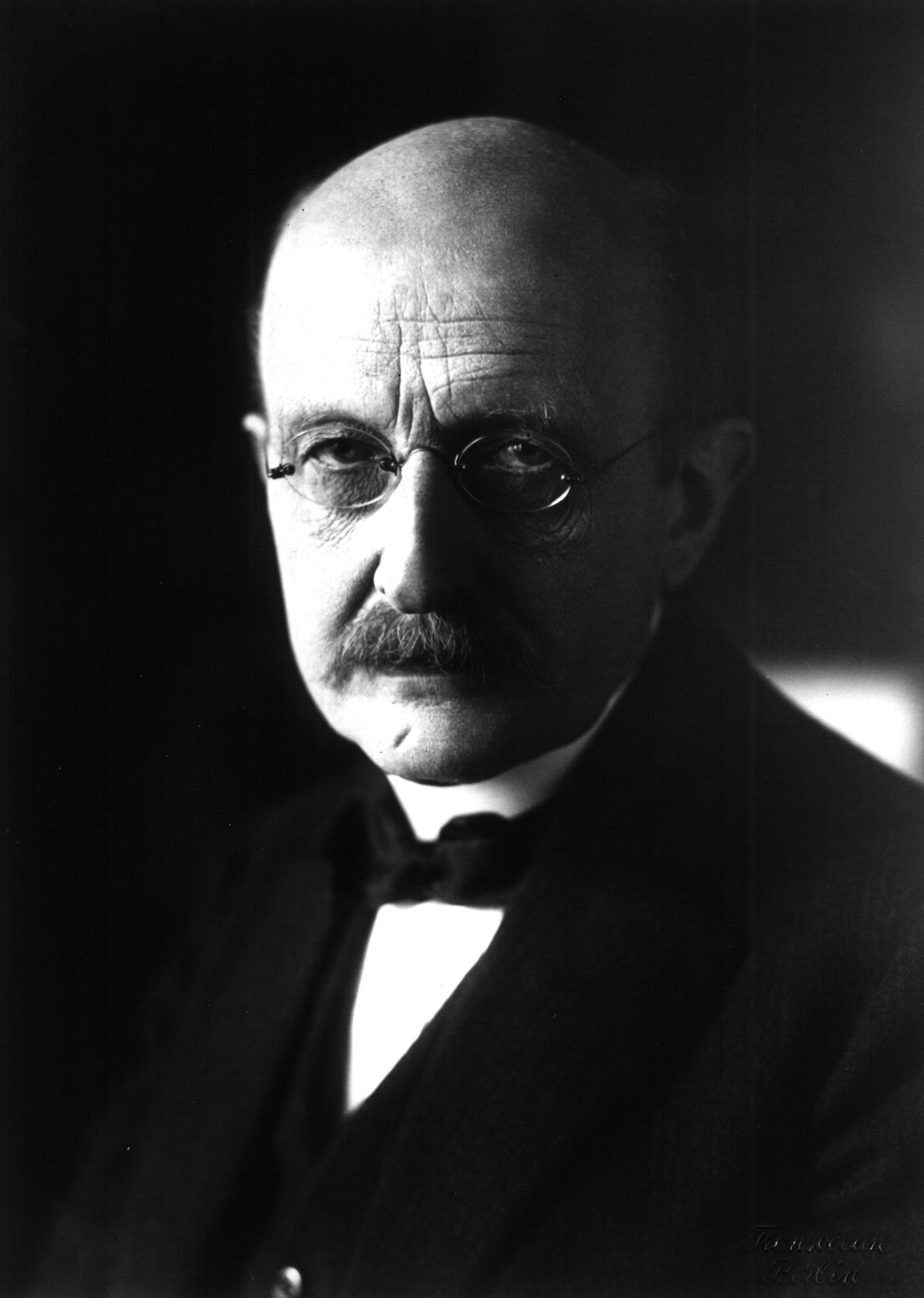
Il fisico tedesco Max Planck (1858-1947), che introdusse il concetto di "quanto", alla base della legge che porta il suo nome, nel suo lavoro del 1900 "Ueber die Elementarquanta der Materie und der Elektrizitaet" (Sui quanti elementari della materia e dell'elettricità)

La meccanica quantistica è la teoria fisica che descrive il comportamento della materia, della radiazione e le reciproche interazioni, con particolare riguardo ai fenomeni caratteristici della scala di lunghezza o di energia atomica e subatomica, dove le precedenti teorie classiche risultano inadeguate.
Come caratteristica fondamentale, la meccanica quantistica descrive la radiazione e la materia sia come fenomeni ondulatori che come entità particellari, al contrario della meccanica classica, che descrive la luce solamente come un'onda e, ad esempio, l'elettrone solo come una particella. Questa inaspettata e controintuitiva proprietà della realtà fisica, chiamata dualismo onda-particella, è la principale ragione del fallimento delle teorie sviluppate fino al XIX secolo nella descrizione degli atomi e delle molecole. La relazione tra natura ondulatoria e corpuscolare è enunciata nel principio di complementarità e formalizzata nel principio di indeterminazione di Heisenberg.
Esistono numerosi formalismi matematici equivalenti della teoria, come la meccanica ondulatoria e la meccanica delle matrici; al contrario, ne esistono numerose e discordanti interpretazioni riguardo all'essenza ultima del cosmo e della natura, che hanno dato vita a un dibattito tuttora aperto nell'ambito della filosofia della scienza.
La meccanica quantistica rappresenta, assieme alla teoria della relatività, uno spartiacque rispetto alla fisica classica, portando alla nascita della fisica moderna. Attraverso la teoria quantistica dei campi, generalizzazione della formulazione originale che include il principio di relatività ristretta, essa è a fondamento di molte altre branche della fisica, come la fisica atomica, la fisica della materia condensata, la fisica nucleare, la fisica delle particelle, la chimica quantistica.

## Storia

Un corpo nero, oggetto in grado di assorbire tutta la radiazione incidente, può essere idealizzato come una cavità nera con un piccolo foro. Secondo la previsione classica, questo corpo avrebbe dovuto emettere una intensità infinita di radiazione elettromagnetica ad alta frequenza (catastrofe ultravioletta).

Alla fine del XIX secolo la meccanica appariva incapace di descrivere il comportamento della materia e della radiazione elettromagnetica alla scala di lunghezza dell'ordine dell'atomo o alla scala di energia delle interazioni interatomiche; in particolare risultava inspiegabile la realtà sperimentale della luce e dell'elettrone. Tale limite delle leggi classiche fu la motivazione principale che portò nella prima metà del XX secolo allo sviluppo di una nuova fisica del tutto differente rispetto a quella sviluppata fino ad allora, attraverso una teoria ottenuta unendo ed elaborando un insieme di teorie formulate a cavallo del XIX e del XX secolo, di carattere spesso empirico, basate sul fatto che alcune grandezze a livello microscopico, come l'energia o il momento angolare, possono variare soltanto di valori discreti detti "quanti" (da cui il nome "teoria dei quanti" introdotto da Max Planck agli inizi del Novecento). 

### Crisi della fisica classica e ricerca di una nuova teoria

Effetto fotoelettrico: una piastra di metallo irradiata di onde elettromagnetiche di lunghezza d'onda opportuna, emette elettroni.

Gli atomi furono riconosciuti da John Dalton nel 1803 come i costituenti fondamentali delle molecole e di tutta la materia. Nel 1869 la tavola periodica degli elementi permise di raggruppare gli atomi secondo le loro proprietà chimiche e questo consentì di scoprire leggi di carattere periodico, come la regola dell'ottetto, la cui origine era ignota. Gli studi di Avogadro, Dumas e Gauden dimostrarono che gli atomi si compongono fra loro a formare le molecole, strutturandosi e combinandosi secondo leggi di carattere geometrico. Tutte queste nuove scoperte non chiarivano i motivi per cui gli elementi e le molecole si formassero secondo queste leggi regolari e periodiche. 

Spettro dell'atomo di idrogeno, di tipo discreto o a linee, segno evidente di quantizzazione dell'energia

La base della struttura interna dell'atomo fu invece posta con le scoperte dell'elettrone nel 1874 da parte di George Stoney, e del nucleo da parte di Rutherford. In base al modello di Rutherford, in un atomo un nucleo centrale a carica positiva agisce sugli elettroni negativi in modo analogo a quello con cui il Sole agisce sui pianeti del sistema solare. Tuttavia le emissioni elettromagnetiche previste dalla teoria di Maxwell per cariche elettriche in moto accelerato, avrebbero dovuto avere una grande intensità portando l'atomo a collassare in pochi istanti, contrariamente alla stabilità di tutta la materia osservata.
La radiazione elettromagnetica era stata prevista teoricamente da James Clerk Maxwell nel 1850 e rilevata sperimentalmente da Heinrich Hertz nel 1886. Tuttavia Wien scoprì che, secondo la teoria classica dell'epoca, un corpo nero in grado di assorbire tutta la radiazione incidente, dovrebbe emettere onde elettromagnetiche con intensità infinita a corta lunghezza d'onda. Questo devastante paradosso, anche se non fu ritenuto immediatamente di grande importanza, fu chiamato nel 1911 "catastrofe ultravioletta".
Nel 1887 Heinrich Hertz scoprì che le scariche elettriche fra due corpi conduttori carichi erano molto più intense se i corpi venivano esposti a radiazione ultravioletta. Il fenomeno, dovuto all'interazione fra la radiazione elettromagnetica e la materia, fu chiamato effetto fotoelettrico, e si scoprì che inspiegabilmente scompariva del tutto per frequenze della radiazione incidente più basse di un valore di soglia, indipendentemente dall'intensità totale di questa. Inoltre, se si verificava l'effetto fotoelettrico, l'energia degli elettroni emessi dalle piastre conduttrici risultava direttamente proporzionale alla frequenza della radiazione elettromagnetica. Tali evidenze sperimentali non si potevano spiegare con la classica teoria ondulatoria di Maxwell. Per la spiegazione teorica di queste proprietà controintuitive della luce, ad Einstein fu assegnato il premio Nobel per la fisica nel 1921.
La meccanica quantistica, sviluppandosi con i contributi di numerosi fisici nell'arco di oltre mezzo secolo, fu in grado di fornire una spiegazione soddisfacente a tutte queste regole empiriche e contraddizioni.

### Nascita della teoria dei quanti

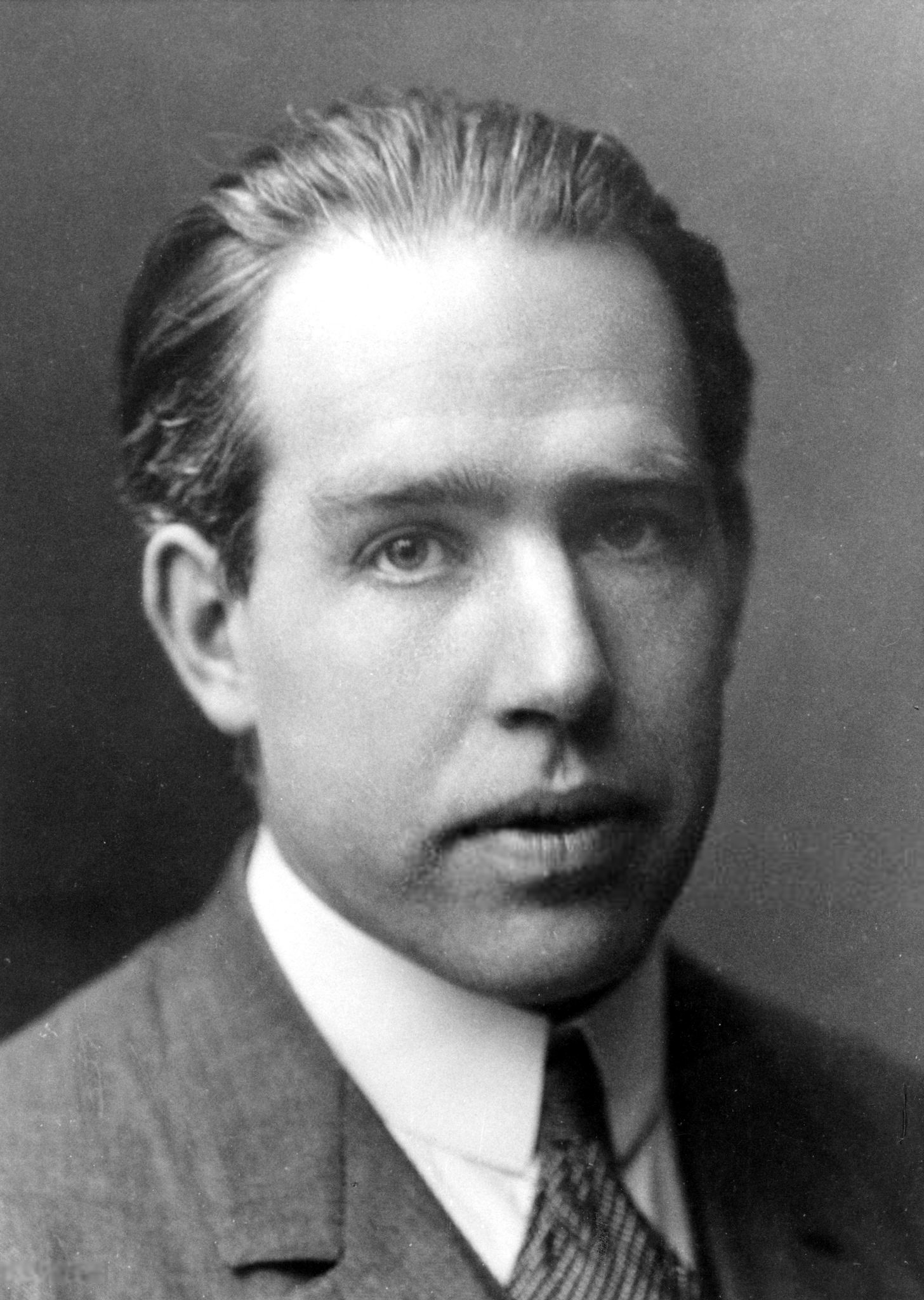
Niels Bohr, ideatore dell'omonimo modello atomico

Nel modello di Bohr dell'atomo di idrogeno, un elettrone può percorrere solamente alcune determinate traiettorie classiche. Queste traiettorie sono stabili e discrete, indicate con un numero intero progressivo. Ogni qual volta l'elettrone scende ad una orbita inferiore emette radiazione elettromagnetica, sotto forma di un fotone, di energia corrispondente all'energia persa (vedi spettro dell'atomo di idrogeno).

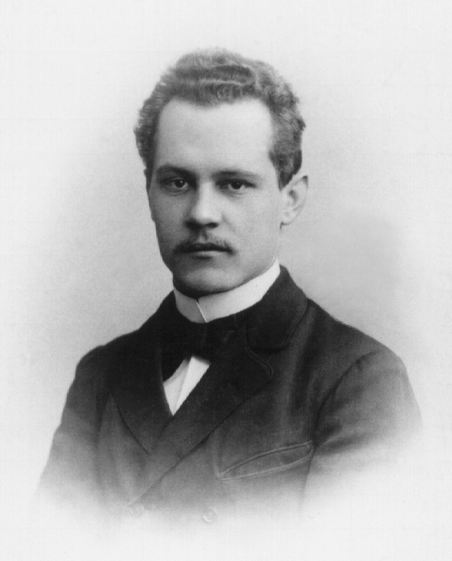
Arnold Sommerfeld

Nel 1913 il fisico danese Niels Bohr  propose un modello empirico per tentare di riunire le evidenze attorno alla stabilità dell'atomo di idrogeno e al suo spettro di emissione, come l'equazione di Rydberg. Max Planck, Albert Einstein, Peter Debye e Arnold Sommerfeld contribuirono allo sviluppo e alla generalizzazione dell'insieme delle regole formali proposte da Bohr, indicato con l'espressione vecchia teoria dei quanti (in inglese old quantum theory). In questo modello il moto dell'elettrone nell'atomo di idrogeno è consentito solo lungo un insieme discreto di orbite chiuse stazionarie stabili di tipo circolare o ellittico. La radiazione elettromagnetica è assorbita o emessa solo quando un elettrone passa rispettivamente da un'orbita più piccola a una più grande o viceversa. In questo modo Bohr fu in grado di calcolare i livelli energetici dell'atomo di idrogeno, dimostrando che in questo sistema un elettrone non può assumere qualsiasi valore di energia, ma solo alcuni precisi e discreti valori {\displaystyle E_{n}}, in buon accordo con gli esperimenti,  determinati dal numero intero {\displaystyle n} secondo la relazione:
{\displaystyle E_{n}=-{\frac {13{,}36~{\textrm {eV}}}{n^{2}}}},
con una energia minima diversa da zero:
{\displaystyle E_{min}=-13{,}36} eV quando {\displaystyle n=1}.
Restava tuttavia da chiarire come mai l'elettrone potesse percorrere solo alcune specifiche traiettorie chiuse.
Nel 1924 il fisico francese Louis de Broglie ipotizzò che l'elettrone, oltre a quello corpuscolare, avesse anche un comportamento ondulatorio, che si manifesta ad esempio in fenomeni di interferenza. La lunghezza d'onda {\displaystyle \lambda } dell'elettrone vale:
{\displaystyle \lambda ={\frac {h}{p}}}
dove {\displaystyle h} è la costante di Planck e {\displaystyle p} la quantità di moto. In questo modo la legge di quantizzazione imposta da Bohr poteva essere interpretata semplicemente come la condizione di onde stazionarie, equivalenti alle onde che si sviluppano sulla corda vibrante di un violino.

### Sviluppo della meccanica quantistica
Sulla base di questi risultati, nel 1925-1926 Werner Heisenberg e Erwin Schrödinger svilupparono rispettivamente la meccanica delle matrici e la meccanica ondulatoria, le prime due formulazioni della meccanica quantistica, che, pur differenti,  portano agli stessi risultati. L'equazione di Schrödinger in particolare è simile a quella delle onde e le sue soluzioni stazionarie rappresentano i possibili stati delle particelle e quindi anche degli elettroni nell'atomo di idrogeno. La natura di queste onde fu immediato oggetto di grande dibattito,  che si protrae in una certa misura fino ai giorni nostri. Nella seconda metà degli anni venti la teoria fu formalizzata, con l'adozione di postulati fondamentali, da Paul Dirac, John von Neumann e Hermann Weyl.
Una rappresentazione ancora differente, ma che porta agli stessi risultati delle precedenti, denominata integrale sui cammini,  fu sviluppata nel 1948 da Richard Feynman: una particella quantistica percorre tutte le possibili traiettorie durante il suo moto e i vari contributi forniti da tutti i cammini interferiscono fra loro a generare il comportamento più probabile osservato.

## Concetti base

### Quantizzazione dell'energia
Con la formulazione della meccanica quantistica la quantizzazione della radiazione elettromagnetica secondo l'ipotesi del fotone di Einstein si estende a tutti i fenomeni energetici,  con la conseguente estensione del concetto iniziale di "quanto di luce" a quello di quanto d'azione e abbandono della "continuità" tipica della meccanica classica, in particolare alle scale di lunghezza ed energia del mondo atomico e subatomico.

### Dualismo onda-particella

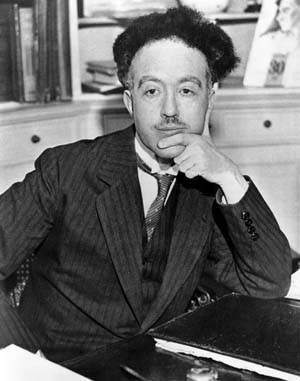
Il fisico francese Louis de Broglie, vincitore del premio Nobel per la fisica nel 1929 per aver scoperto nel 1924 che l'elettrone ha anche un comportamento ondulatorio dando vita al concetto di onda di materia e al dualismo onda-particella

La fisica classica fino al XIX secolo era divisa in due corpi di leggi: quelle di Newton, che descrivono i moti e la dinamica dei corpi meccanici, e quelle di Maxwell, che descrivono l'andamento e i vincoli a cui sono soggetti i campi elettromagnetici come la luce e le onde radio. A lungo si era dibattuto sulla natura della luce e alcune evidenze sperimentali, come l'esperimento di Young, portavano a concludere che la luce dovesse essere considerata come un'onda.
Agli inizi del XX secolo alcune incongruenze teorico-sperimentali misero in crisi la concezione puramente ondulatoria della radiazione elettromagnetica, portando alla teoria, avanzata da Einstein sulla base dei primi lavori di Max Planck, nella quale fu reintrodotta in una certa misura la natura corpuscolare della luce, considerata come composta da fotoni che trasportano quantità discrete dell'energia totale dell'onda elettromagnetica. I fotoni rappresentano quindi le particelle corrispondenti alle eccitazioni elementari del campo elettromagnetico; in altri termini i campi elettrici e magnetici possono essere pensati come costituiti da particelle, ciascuna delle quali trasporta una frazione dell'energia totale del campo elettromagnetico.
Successivamente Louis de Broglie avanzò l'ipotesi che la natura della materia e della radiazione non dovesse essere pensata solo in termini esclusivi o di un'onda o di una particella, ma che le due entità sono al tempo stesso sia un corpuscolo sia un'onda. A ogni corpo materiale viene associata una nuova lunghezza d'onda, che, se di valore piccolissimo e difficilmente apprezzabile per i valori di massa del mondo macroscopico, assume importanza fondamentale per l'interpretazione dei fenomeni alla scala atomica e subatomica. La teoria di De Broglie fu confermata dalla scoperta della diffrazione dell'elettrone osservata nell'esperimento di Davisson e Germer del 1927.

### Principio di complementarità
Nel 1928 Niels Bohr approfondì e generalizzò il concetto di dualismo in meccanica quantistica enunciando il principio di complementarità, il quale afferma che il duplice aspetto di alcune rappresentazioni fisiche dei fenomeni a livello atomico e subatomico non può essere osservato contemporaneamente durante lo stesso esperimento, rendendo così questo controintuitivo aspetto della teoria, in particolare il dualismo fra natura corpuscolare e ondulatoria, in qualche modo meno stridente con la concezione della fisica classica e anche della logica.

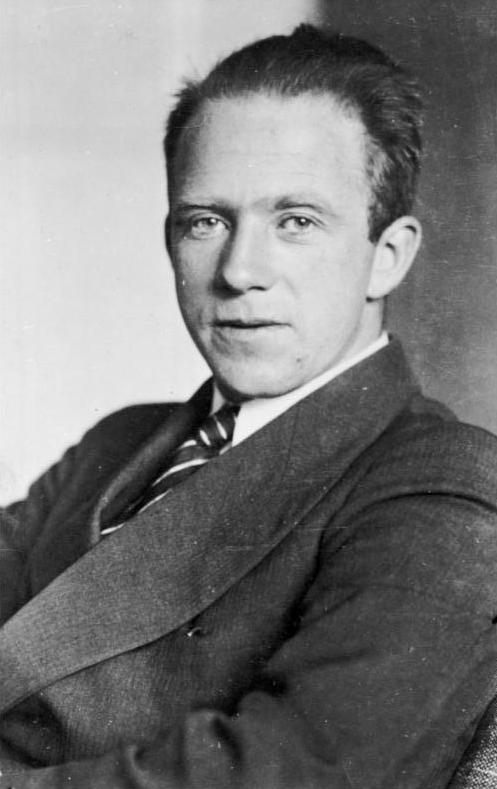
Werner Karl Heisenberg, a cui si deve la prima formulazione completa della meccanica quantistica, o meccanica delle matrici, e il Principio di indeterminazione

L'esperimento mentale di Heisenberg per la localizzazione di un elettrone. Per conoscere la posizione dell'elettrone questo deve essere illuminato da un fotone, che tuttavia quanto meglio risolve la posizione, tanto di più perturba la velocità. Il fascio incidente è indicato in verde, quello deviato in rosso, mentre in blu è rappresentato l'elettrone.

### Concetto di misura
Uno degli elementi di differenziazione dalla fisica classica fu la revisione del concetto di misura. La novità riguarda l'impossibilità di conoscere lo stato di una particella senza perturbarlo in maniera irreversibile. Al contrario della meccanica classica dove è sempre possibile concepire uno spettatore passivo in grado di conoscere ogni dettaglio di un dato sistema, secondo la meccanica quantistica è privo di senso assegnare un valore a una qualsiasi proprietà di un dato sistema senza che questa sia stata attivamente misurata da un osservatore. Le leggi quantistiche stabiliscono che il processo di misura non è descrivibile come la semplice evoluzione temporale del sistema, ma riguarda l'osservatore e gli apparati sperimentali considerati assieme.
Questo ha come conseguenza che in generale una volta misurata una grandezza di un sistema non si può in alcun modo determinare quale fosse il suo valore prima della misurazione. Per esempio secondo la meccanica classica la conoscenza della posizione e della velocità di una particella in un dato istante permette di determinare con certezza la sua traiettoria passata e futura. In meccanica quantistica viceversa, la conoscenza della velocità di una particella ad un dato istante non è in generale sufficiente a stabilire quale fosse il suo valore nel passato. Inoltre acquisire la stessa conoscenza della velocità della particella distrugge ogni altra informazione sulla posizione, rendendo anche impossibile il calcolo della traiettoria futura.

### Principio di indeterminazione di Heisenberg
Heisenberg nel 1927 elaborò una formalizzazione teorica del principio suddetto, permettendo di quantificare l'indeterminazione insita nel nuovo concetto di misura. Egli enunciò che in meccanica quantistica alcune coppie di quantità fisiche, come velocità e posizione, non possono essere misurate nello stesso momento entrambe con precisione arbitraria. Tanto migliore è la precisione della misura di una delle due grandezze, tanto peggiore è la precisione nella misura dell'altra. In altri termini, misurare la posizione di una particella provoca una perturbazione impossibile da prevedere della sua velocità e viceversa. In formule:
{\displaystyle (\Delta p)(\Delta x)\geq {\frac {h}{4\pi }}}
dove {\displaystyle \Delta x} è l'incertezza sulla misura della posizione e {\displaystyle \Delta p} è quella sulla quantità di moto {\displaystyle p=mv}. Il limite inferiore del prodotto delle incertezze è quindi proporzionale alla costante di Planck {\displaystyle h}.
Heisenberg osservò che per conoscere la posizione di un elettrone, questo dovrà essere illuminato da un fotone. Più corta sarà la lunghezza d'onda del fotone, maggiore sarà la precisione con cui la posizione dell'elettrone è misurata. Le comuni onde marine non sono disturbate, nella loro propagazione, dalla presenza di piccoli oggetti; al contrario, oggetti grandi almeno quanto la lunghezza d'onda disturbano e spezzano i fronti dell'onda e tali disturbi permettono di individuare la presenza dell'ostacolo che li ha generati. In ambito quantistico, tuttavia, a basse lunghezze d'onda il fotone trasporterà un'energia sempre maggiore, che assorbita dall'elettrone ne perturberà sempre di più la velocità, rendendo impossibile stabilirne il valore contemporaneamente alla posizione. Al contrario, un fotone ad alta lunghezza d'onda perturberà poco la velocità dell'elettrone, ma non sarà in grado di determinare con precisione la sua posizione.

### Limite classico della meccanica quantistica
Le leggi di Newton della meccanica classica e le leggi di Maxwell per i campi elettromagnetici sono in grado di descrivere in buona approssimazione i fenomeni che occorrono per oggetti macroscopici che si muovono a velocità non troppo elevate. Solamente quando si considerano i fenomeni che avvengono alle scale atomiche si scopre una incompatibilità irresolubile, per questo motivo è interessante chiedersi se esista un opportuno limite in cui le leggi quantistiche si riducono a quelle classiche.
La relatività ristretta mostra discrepanze rispetto alla fisica classica quando le velocità dei corpi macroscopici si avvicinano a quelle della luce. Per basse velocità tuttavia, le equazioni si riducono alle leggi del moto di Newton. Ragionando diversamente, è possibile affrontare una espansione in serie delle equazioni di Einstein rispetto alla velocità della luce {\displaystyle c}, considerata come parametro variabile. Quando la velocità della luce è infinita le equazioni di Einstein sono formalmente ed esattamente uguali a quelle classiche.
Nella meccanica quantistica il ruolo di {\displaystyle c} è preso dalla costante di Planck ridotta {\displaystyle \hbar }. Considerando quest'ultima come variabile, nel limite in cui tende a zero {\displaystyle \hbar \rightarrow 0}, fra tutti i possibili cammini che contribuiscono al propagatore di Feynman solamente le soluzioni classiche del moto sopravvivono, mentre i contributi delle altre traiettorie si elidono vicendevolmente diventando sempre meno rilevanti. Dal punto di vista matematico questo approccio si basa su di uno sviluppo asintotico rispetto alla variabile {\displaystyle \hbar }, metodo che tuttavia non permette di identificare formalmente le soluzioni quantistiche con quelle delle equazioni differenziali classiche.

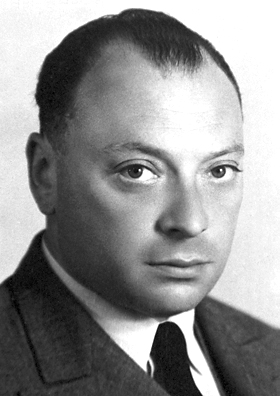
Wolfgang Pauli, noto per il suo principio di esclusione

Dal punto di vista sostanziale restano tuttavia profonde differenze fra la meccanica classica e quella quantistica, anche considerando la realtà quotidiana. Lo stato di un oggetto macroscopico secondo l'interpretazione di Copenaghen resta comunque non determinato finché non viene osservato, indipendentemente dalle sue dimensioni. Questo fatto pone al centro l'osservatore e domande che quasi rientrano in un dibattito filosofico. Per queste ragioni, nel tentativo di risolvere alcuni punti ritenuti paradossali, sono nate altre interpretazioni della meccanica quantistica, nessuna delle quali tuttavia permette una completa riunione fra mondo classico e quantistico.

### Principio di esclusione di Pauli
Formulato per gli elettroni da Wolfgang Pauli nel 1925, il principio di esclusione afferma che due fermioni identici non possono occupare simultaneamente lo stesso stato quantico. La funzione d'onda dei fermioni è quindi antisimmetrica rispetto allo scambio di due particelle, mentre i bosoni formano stati quantici simmetrici. I fermioni includono protoni, neutroni ed elettroni, le tre particelle che compongono la materia ordinaria, e il principio è alla base della comprensione di molte delle caratteristiche distintive della materia, come i livelli energetici degli atomi e dei nuclei.
La sua formulazione diede l'avvio a una revisione della classica Statistica di Maxwell-Boltzmann secondo i nuovi dettami della teoria dei quanti, sfociando nella Statistica di Fermi-Dirac per i fermioni e quella di Bose-Einstein per i bosoni.

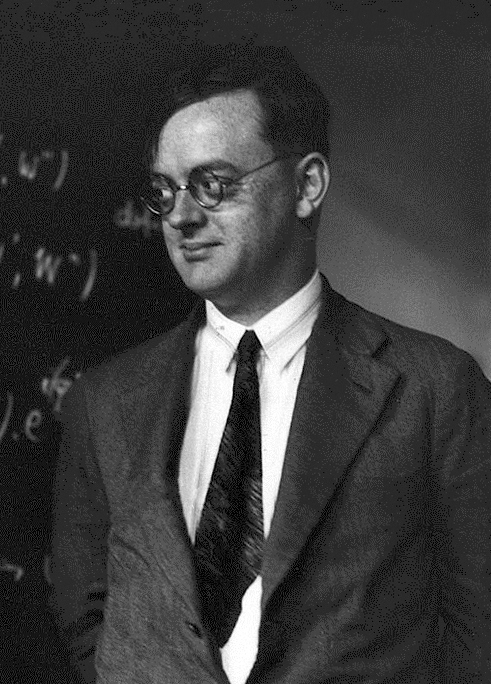
Pascual Jordan, noto per i suoi contributi alla meccanica delle matrici

## Formulazioni
La meccanica quantistica ammette numerose formulazioni che utilizzano basi matematiche talvolta molto diverse. Sebbene siano differenti, tutte le descrizioni non cambiano le loro previsioni in merito al risultato degli esperimenti. Si può preferire una formulazione rispetto ad un'altra se in questa il problema da descrivere risulta più semplice. Ogni differente formulazione ha permesso inoltre una maggiore conoscenza in merito alle fondazioni stesse della meccanica quantistica. Le formulazioni che sono più frequentemente utilizzate sono quella lagrangiana e quella hamiltoniana. 

### Meccanica delle matrici
La meccanica delle matrici è la formulazione della meccanica quantistica elaborata da Werner Heisenberg, Max Born e Pascual Jordan nel 1925. Fu la prima versione completa e coerente della meccanica quantistica, che, pur senza considerare i principi della relatività ristretta, estese il modello atomico di Bohr giustificando dal punto di vista teorico l'esistenza dei salti quantici. Tale risultato fu raggiunto descrivendo le osservabili fisiche e la loro evoluzione temporale attraverso l'uso di matrici. È la base della notazione bra-ket di Paul Dirac per la funzione d'onda.

### Meccanica ondulatoria

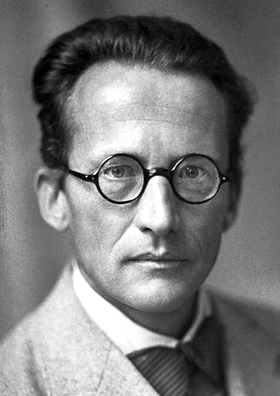
Erwin Schrödinger, a cui si deve la formulazione della meccanica quantistica nota come meccanica ondulatoria

Meccanica ondulatoria è la definizione data da Erwin Schrödinger alla teoria basata sulla propria equazione, considerata la formulazione standard della meccanica quantistica, la più nota e quella maggiormente insegnata in ambito accademico. Storicamente costituisce la seconda formulazione, pubblicata nel 1926 a circa sei mesi dalla meccanica delle matrici.
Schrödinger scrisse nel 1926 una serie di quattro articoli intitolati "Quantizzazione come problema agli autovalori" in cui mostrò come una meccanica ondulatoria possa spiegare l'emergere di numeri interi e dei quanti, e gli insiemi di valori discreti anziché continui permessi per alcune quantità fisiche di certi sistemi (come l'energia degli elettroni nell'atomo di idrogeno). In particolare, basandosi sui lavori di De Broglie, osservò che le onde stazionarie soddisfano vincoli simili a quelli imposti dalle condizioni di quantizzazione di Bohr:
(Erwin Schrödinger)
Il numero di nodi in una normale stringa vibrante stazionaria è intero, se questi sono associati alle quantità fisiche come l'energia e il momento angolare allora ne consegue che anche queste devono essere multipli interi di una grandezza fondamentale. Affinché questa equivalenza sia possibile, lo stato fisico deve essere associato ad un'onda che vibra e si evolve secondo le condizioni di stazionarietà.

In un'onda stazionaria, i nodi sono punti che non sono coinvolti dall'oscillazione, in rosso nella figura. Il numero di nodi è quindi sempre intero.

Come Schrödinger stesso osservò, condizioni di tipo ondulatorio sono presenti ed erano già state scoperte anche per la meccanica classica di tipo newtoniano. Nell'ottica geometrica, il limite delle leggi dell'ottica in cui la lunghezza d'onda della luce tende a zero, i raggi di luce si propagano seguendo percorsi che minimizzano il cammino ottico, come stabilito dal principio di Fermat. Allo stesso modo, secondo il principio di Hamilton, le traiettorie classiche sono soluzioni stazionarie o di minimo dell'azione, che per una particella libera è semplicemente legata all'energia cinetica lungo la curva.
Tuttavia l'ottica geometrica non considera gli effetti che si hanno quando la lunghezza d'onda della luce non è trascurabile, come l'interferenza e la diffrazione.

#### Equazione di Schrödinger e Funzione d'onda
Guidato dalla analogia ottico-meccanica suddetta, Schrödinger suppose che le leggi della meccanica classica di Newton siano solamente una approssimazione delle leggi seguite dalle particelle. Una approssimazione valida per grandi energie e grandi scale, come per le leggi dell'ottica geometrica, ma non in grado di catturare tutta la realtà fisica, in particolare a piccole lunghezze, dove, come per la luce, fenomeni come l'interferenza e la diffrazione diventano dominanti. Egli postulò quindi una equazione di stazionarietà per un'onda {\displaystyle \Psi (x)} del tipo:

In questa onda stazionaria circolare, la circonferenza ondeggia esattamente in otto lunghezze d'onda. Un'onda stazionaria come questa può avere 0, 1, 2 o qualsiasi numero intero di lunghezze d'onda attorno al cerchio, ma non un numero razionale come 4.7. Con un meccanismo simile, il momento angolare di un elettrone in un atomo di idrogeno, classicamente proporzionale alla velocità angolare, può assumere solo valori discreti quantizzati.

{\displaystyle \nabla ^{2}\Psi (x)-{\frac {8\pi ^{2}}{h^{2}}}V(x)\Psi (x)-{\frac {8\pi ^{2}}{h^{2}}}E\Psi (x)=0}
dove {\displaystyle V(x)} è il potenziale classico ed {\displaystyle E} è un parametro reale corrispondente all'energia. Per alcuni sistemi fisici, questa equazione non ammette soluzioni per {\displaystyle E} arbitrario, ma solo per alcuni suoi valori discreti. In questo modo Schrödinger riuscì a spiegare la natura delle condizioni di quantizzazione di Bohr. Se si considera anche la dinamica delle soluzioni d'onda, cioè si considera la dipendenza temporale della funzione d'onda:
{\displaystyle \Psi (x)\rightarrow \Psi (x,t)}
si può ottenere l'equazione di Schrödinger dipendente dal tempo:
{\displaystyle \nabla ^{2}\Psi (x,t)-{\frac {8\pi ^{2}}{h^{2}}}V(x)\Psi (x,t)-{\frac {4\pi i}{h}}{\frac {\partial }{\partial t}}\Psi (x,t)=0}
supponendo che l'energia sia proporzionale alla derivata temporale della funzione d'onda:
{\displaystyle {\frac {\partial }{\partial t}}\Psi (x,t)=-{\frac {2\pi i}{h}}E\Psi (x,t)}
Questa equivalenza fra la derivata temporale e energia della funzione d'onda fu il primo esempio di come nella meccanica quantistica alle osservabili classiche possano corrispondere operatori differenziali. Mentre in meccanica classica lo stato di una particella viene definito attraverso il valore delle grandezze vettoriali posizione e velocità (o impulso, nelle variabili canoniche), nella formulazione di Schrödinger lo stato di una particella viene quindi descritto dalla funzione d'onda, che assume in generale valori complessi. Nell'interpretazione di Copenaghen la funzione d'onda non ha un proprio significato fisico, mentre lo ha il suo modulo al quadrato, che fornisce la distribuzione di probabilità dell'osservabile posizione. Per ogni volume dello spazio, l'integrale del modulo quadro della funzione d'onda 
{\displaystyle \int _{V}|\psi (x)|^{2}\operatorname {d} ^{3}x}
assegna la probabilità di trovare la particella dentro quel volume, quando si misura la sua posizione. Il significato di questa probabilità può essere interpretato come segue: avendo a disposizione infiniti sistemi identici, effettuando la stessa misura su tutti i sistemi contemporaneamente, la distribuzione dei valori ottenuti è proprio il modulo quadro della funzione d'onda. Similmente, il modulo quadro della trasformata di Fourier della funzione d'onda fornisce la distribuzione di probabilità dell'impulso della particella stessa. Nell'interpretazione di Copenaghen, la teoria quantistica è in grado di fornire informazioni solo sulle probabilità di ottenere un dato valore quando si misura una grandezza osservabile. Tanto più la distribuzione di probabilità della posizione di una particella è concentrata attorno a un punto e quindi la particella quantistica è "ben localizzata", tanto più la distribuzione degli impulsi si allarga aumentandone l'incertezza, e viceversa.  Si tratta del principio di indeterminazione di Heisenberg, che emerge naturalmente nella meccanica ondulatoria dalle proprietà della trasformata di Fourier: è impossibile costruire una funzione d'onda arbitrariamente ben localizzata sia in posizione che in impulso.

Diffrazione di Bragg

La funzione d'onda che descrive lo stato del sistema può cambiare al passare del tempo. Ad esempio, una particella che si muove in uno spazio vuoto è descritta da una funzione d'onda costituita da un pacchetto d'onda centrato in una posizione media. Al passare del tempo il centro del pacchetto d'onda cambia, in modo che la particella può successivamente essere localizzata in una posizione differente con maggiore probabilità. L'evoluzione temporale della funzione d'onda è dettata dall'equazione di Schrödinger. Alcune funzioni d'onda descrivono distribuzioni di probabilità che sono costanti nel tempo. Molti sistemi trattati in meccanica classica possono essere descritti da queste onde stazionarie. Ad esempio, un elettrone in un atomo è descritto classicamente come una particella che ruota attorno al nucleo atomico, mentre in meccanica quantistica esso può essere descritto da un'onda stazionaria che presenta una determinata funzione di distribuzione dotata di simmetria sferica rispetto al nucleo. Questa intuizione è alla base del modello atomico di Bohr.
Benché ogni singola misura ottenga un valore definito, e non, per esempio, un valore medio, la meccanica quantistica non permette di prevedere a priori il risultato di una misurazione. Questo problema, spesso chiamato "problema della misura", ha dato vita ad uno dei più profondi e complessi dibattiti intellettuali della storia della scienza. Secondo l'interpretazione di Copenaghen, quando viene effettuata una misura di un'osservabile l'evoluzione del sistema secondo l'equazione di Schrödinger viene interrotta e si determina il cosiddetto collasso della funzione d'onda, che porta il vettore di stato ad una autofunzione (autostato) dell'osservabile misurata, fornendo un valore che aveva una certa probabilità di essere effettivamente osservato. Il collasso della funzione d'onda all'atto della misura non è descritto dall'equazione di Schrödinger, che stabilisce solo l'evoluzione temporale del sistema ed è strettamente deterministica, in quanto è possibile prevedere la forma della funzione d'onda a un qualsiasi istante successivo. La natura probabilistica della meccanica quantistica si manifesta invece all'atto della misura.

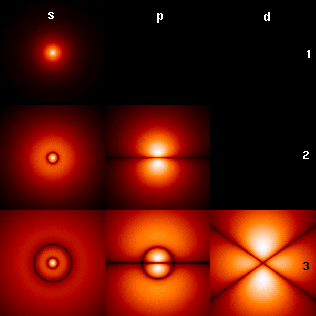
Rappresentazione di orbitali atomici

#### Orbitale atomico
Con il principio di indeterminazione e quello di complementarità, con la funzione d'onda e relativo collasso, il modello atomico di Bohr si ridefinisce ancora: oltre alla quantizzazione dei livelli energetici, l'elettrone che ruota intorno al nucleo è sostituito dall'orbitale atomico. L'elettrone non è più visto solo come una particella puntiforme localizzata nello spazio, ma anche in generale come pacchetto d'onda intorno al nucleo, il cui valore assoluto al quadrato rappresenta la probabilità che esso si "materializzi" in un punto se sottoposto ad osservazione fisica diretta.

### Formulazione hamiltoniana

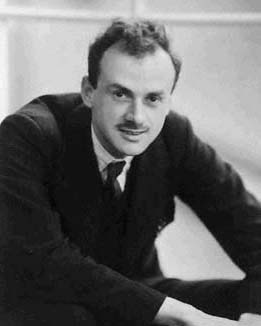
Paul Dirac, noto per la sua Equazione di Dirac nell'ambito della meccanica quantistica relativistica

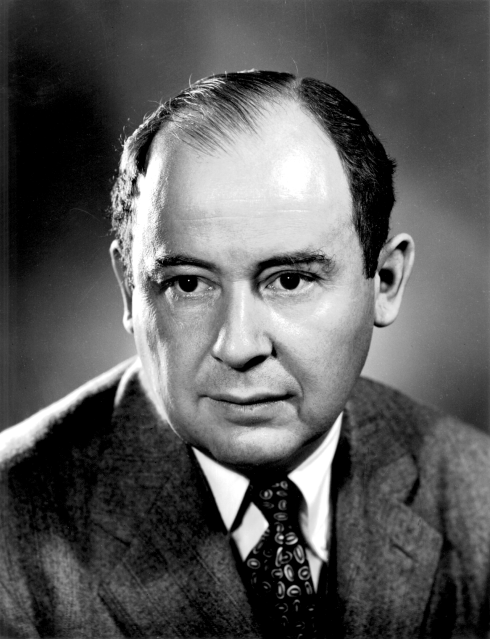
John von Neumann, noto per i contributi alla formulazione hamiltoniana della meccanica quantistica

La formulazione hamiltoniana della meccanica quantistica si basa principalmente sui lavori di Paul Dirac, Hermann Weyl e John von Neumann. In questa formulazione l'evoluzione temporale degli stati viene espressa in funzione dell'Hamiltoniana del sistema, descritta con le variabili canoniche coniugate di posizione e impulso.
Questa formulazione, nel quadro dell'interpretazione di Copenaghen, si basa su quattro postulati, detti anche principi, la cui validità deve essere verificata direttamente in base al confronto delle previsioni con gli esperimenti:
1. Lo stato fisico di un sistema {\displaystyle {\mathcal {S}}} è rappresentato da un raggio vettore unitario di uno spazio di Hilbert {\displaystyle {\mathcal {H}}}. Nella notazione di Dirac un vettore è indicato con un ket, ad esempio come {\displaystyle |\Psi \rangle }, mentre il prodotto scalare fra due vettori {\displaystyle |\Psi \rangle } e {\displaystyle |\Phi \rangle } è indicato con {\displaystyle \langle \Phi |\Psi \rangle }. In questo modo, uno stato {\displaystyle |\Psi \rangle } è definito a meno di una fase complessa inosservabile in modo che:
{\displaystyle \langle \Psi |\Psi \rangle =1}
2. Per ogni osservabile fisica {\displaystyle {\mathcal {V}}} riferita al sistema {\displaystyle {\mathcal {S}}} esiste un operatore hermitiano lineare {\displaystyle O} che agisce sui vettori che rappresentano {\displaystyle {\mathcal {S}}}.
3. Gli autovalori {\displaystyle \lambda _{i}} associati all'autovettore {\displaystyle |\Psi _{i}\rangle } dell'operatore {\displaystyle O}, che soddisfano quindi:
{\displaystyle O|\Psi _{i}\rangle =\lambda _{i}|\Psi _{i}\rangle },
corrispondono ai possibili risultati della misura dell'osservabile fisica {\displaystyle {\mathcal {V}}}. La probabilità {\displaystyle P(\lambda _{i};{\mathcal {V}})} che la misura di {\displaystyle {\mathcal {V}}} sul sistema nello stato {\displaystyle |\Phi \rangle } dia come risultato un qualsiasi autovalore {\displaystyle \lambda _{i}} vale:
{\displaystyle P(\lambda _{i};\nu )=|\langle \Psi _{i}|\Phi \rangle |^{2}}
Questa legge sulla probabilità è nota come regola di Born. I vettori {\displaystyle |\Psi _{i}\rangle } sono scelti in modo tale da formare una base ortonormale dello spazio di Hilbert, cioè soddisfano:
{\displaystyle \langle \Psi _{i}|\Psi _{j}\rangle =\delta _{ij}}
4. Se non è effettuata alcuna misura sul sistema {\displaystyle {\mathcal {S}}} rappresentato da {\displaystyle |\Phi (t_{0})\rangle } ad un dato istante {\displaystyle t_{0}}, allora {\displaystyle {\mathcal {S}}} evolve ad un altro istante {\displaystyle t\geq t_{0}} in maniera deterministica in base all'equazione lineare di Schrödinger:
{\displaystyle i\hbar {\frac {\partial }{\partial t}}|\Phi (t)\rangle =H(t)|\Phi (t)\rangle }
dove {\displaystyle H(t)} è l'operatore hamiltoniano che corrisponde all'osservabile energia.
Se invece è effettuata una misura di una osservabile {\displaystyle {\mathcal {V}}} sul sistema {\displaystyle {\mathcal {S}}}, allora questo collassa in modo casuale nell'autovettore {\displaystyle |\Psi _{i}\rangle } corrispondente all'autovalore {\displaystyle \lambda _{i}} osservato. La probabilità che a seguito di una misura lo stato {\displaystyle |\Phi \rangle } collassi in {\displaystyle |\Psi _{i}\rangle } è data sempre dalla regola di Born.

L'interpretazione di Copenaghen descrive il processo di misura in termini probabilistici. Questo significa che il risultato di una misura in generale non può essere previsto con certezza nemmeno se si dispone di una completa conoscenza dello stato che viene misurato.
L'evoluzione degli stati nella meccanica quantistica obbedisce a leggi di tipo deterministico finché non sono effettuate misure. Al contrario in generale la misura di una qualsiasi proprietà di un sistema è descritta da un processo casuale. Il collasso della funzione d'onda non permette di stabilire in modo univoco lo stato del sistema antecedente alla misura. Questa differenza profonda di comportamenti dei sistemi, quando sono sotto osservazione rispetto a quando non lo sono, è stata spesso oggetto di ampi dibattiti anche di carattere filosofico ed è chiamata "Problema della Misura".

#### Il problema della quantizzazione

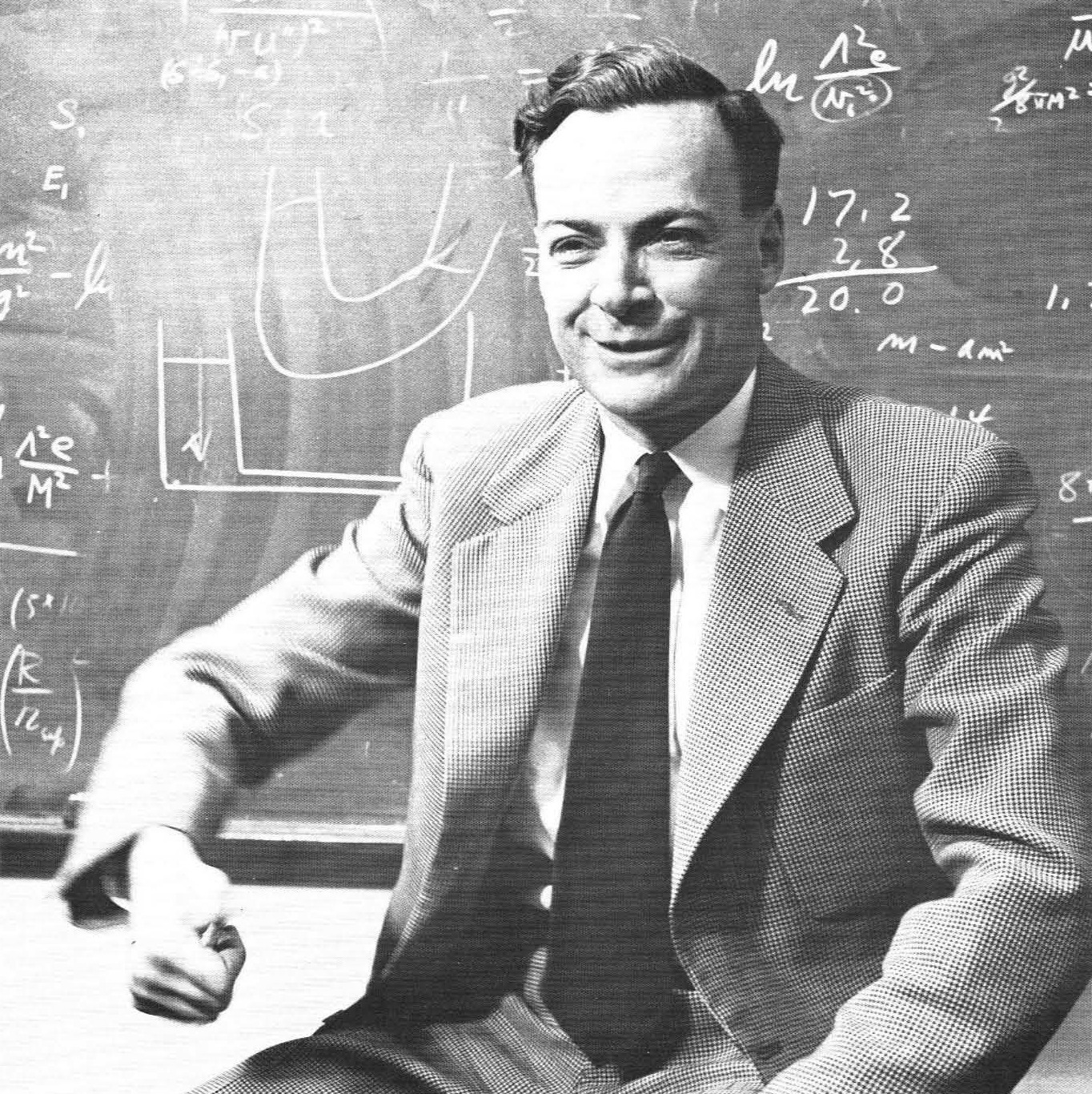
Richard Feynman, noto per la formulazione lagrangiana della meccanica quantistica attraverso l'integrale sui cammini

I postulati della meccanica quantistica stabiliscono che ogni stato è rappresentato da un vettore dello spazio di Hilbert ma, fra tutti i possibili spazi di Hilbert, i postulati non indicano quale scegliere. Inoltre non viene stabilita una precisa mappa che ad ogni osservabile associ un rispettivo operatore che agisca sullo spazio Hilbert degli stati; i postulati si limitano semplicemente ad affermare che questa mappa esiste. Fissare lo spazio di Hilbert degli stati e stabilire la corrispondenza osservabile-operatore determina il "problema della quantizzazione", che ammette diverse soluzioni. Alcune di queste sono equivalenti dal punto di vista fisico e sono legate fra loro solo attraverso trasformazioni dello spazio di Hilbert. Per scegliere una quantizzazione, oltre a considerare il sistema fisico da descrivere, si possono imporre condizioni di compatibilità aggiuntive fra le strutture algebriche della meccanica classica e quelle quantistiche. Nella quantizzazione canonica ad esempio tutti gli stati sono funzioni a quadrato sommabile delle coordinate:
{\displaystyle {\mathcal {H}}=L^{2}(-\infty ,\infty )}
All'osservabile momento lineare (quantità di moto) può essere associato l'operatore:
{\displaystyle {\hat {p}}_{i}=i\hbar {\frac {d}{dx_{i}}}}
che a meno di costanti dimensionali deriva la funzione d'onda, mentre all'osservabile posizione:
{\displaystyle {\hat {x}}_{i}=x_{i}}
che moltiplica la funzione d'onda per la coordinata {\displaystyle x_{i}}. Ogni altra osservabile delle coordinate e degli impulsi {\displaystyle f(x_{i},p_{i})} sarà ottenuta mediante sostituzione {\displaystyle (x_{i},p_{i})\rightarrow ({\hat {x}}_{i},{\hat {p}}_{i})} e simmetrizzazione.

### Formulazione lagrangiana

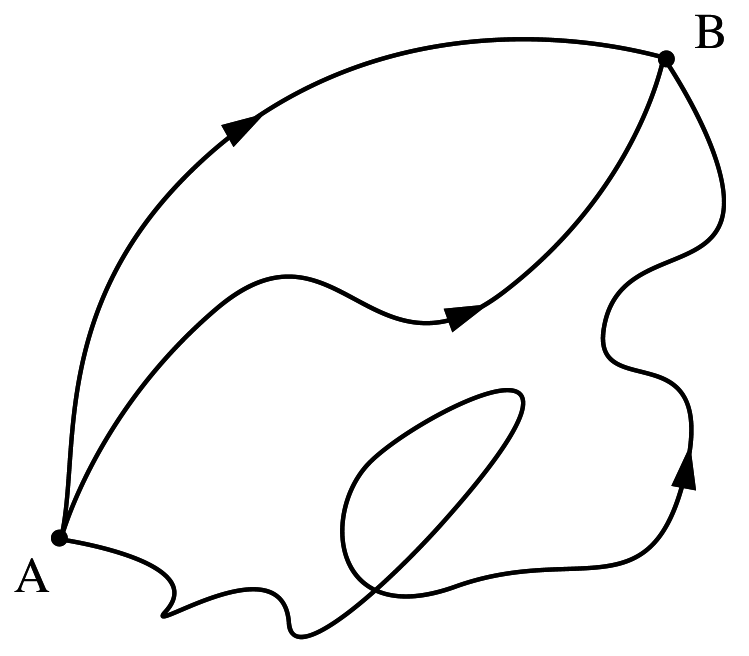
Questi sono solamente tre degli infiniti cammini che contribuiscono all'ampiezza quantistica di una particella che si muove dal punto al tempo fino al punto al tempo. Nessuna particolare richiesta viene fatta in merito alle proprietà dei cammini fatta salvo la continuità: una curva possibile potrebbe anche essere non differenziabile.

La formulazione lagrangiana della meccanica quantistica è dovuta principalmente ai lavori di Feynman, che la introdusse negli anni quaranta e che ne dimostrò l'equivalenza con la formulazione Hamiltoniana. Le variabili posizione e velocità sono usate in questa formulazione per la descrizione dello stato, mentre l'evoluzione temporale è legata invece alla lagrangiana del sistema.
Feynman ebbe l'idea di interpretare la natura probabilistica della meccanica quantistica come la somma pesata dei contributi di tutte le evoluzioni possibili per un sistema, indipendentemente da quelle indicate dalla meccanica classica. In questo modo una particella quantistica puntiforme si propaga fra due punti {\displaystyle A} e {\displaystyle B} dello spazio seguendo tutti i cammini possibili. Ad ogni singolo cammino è associato un peso, proporzionale all'esponenziale immaginario dell'azione classica. La probabilità di raggiungere {\displaystyle B} è proporzionale quindi al modulo quadro della somma dei contributi dei singoli cammini.
L'intera formulazione è basata su tre postulati:
1. Esiste un funzione complessa {\displaystyle K(x,t_{0};y,t_{1})}, chiamata propagatore, il cui modulo quadro è proporzionale alla probabilità {\displaystyle P(x\rightarrow y)} che una particella localizzata al punto x all'istante {\displaystyle t_{0}} si trovi localizzata al punto y all'istante {\displaystyle t_{1}}:
{\displaystyle P(x\rightarrow y)\propto |K(x,t_{0};y,t_{1})|^{2}}
In questo modo, lo stato descritto dalla funzione d'onda {\displaystyle \Psi (x;t_{0})} all'istante {\displaystyle t_{0}} si evolverà all'istante {\displaystyle t_{1}} fino allo stato {\displaystyle \Psi (x;t_{1})} definito da:
{\displaystyle \Psi (x,t_{1})=\int K(y,t_{0};x,t_{1})\Psi (y,t_{0})dy}
2. Il propagatore {\displaystyle K(x,t_{0};y,t_{1})} può essere scritto come una somma di contributi {\displaystyle \phi } definiti lungo tutti i percorsi continui {\displaystyle \gamma }, detti cammini, che congiungono il punto {\displaystyle x} con il punto {\displaystyle y}:
{\displaystyle K(x,t_{0};y,t_{1})=\sum _{\gamma }\phi [\gamma ]}
3. Il contributo {\displaystyle \phi [\gamma ]} di un singolo cammino vale:
{\displaystyle \phi [\gamma ]=C\exp {\left({\frac {i}{\hbar }}S_{classica}[\gamma ]\right)}}
dove la costante {\displaystyle C} è definita in modo che la somma su tutti i cammini del propagatore converga nel limite {\displaystyle t_{1}\rightarrow t_{0}}.[36] {\displaystyle S_{classica}[\gamma ]} indica invece l'azione classica associata alla curva {\displaystyle \gamma }.

Le curve {\displaystyle \gamma } che contribuiscono al propagatore sono determinate unicamente dagli estremi {\displaystyle x} e {\displaystyle y} e dalla sola condizione di continuità; una possibile curva potrebbe anche essere non differenziabile. Questo tipo di formulazione rende particolarmente agevole uno sviluppo semiclassico della meccanica quantistica, uno sviluppo asintotico in serie rispetto alla variabile {\displaystyle \hbar }.
Con la formulazione lagrangiana introdotta da Feynman è stato possibile evidenziare un'equivalenza fra il moto browniano e la particella quantistica.

## Effetti quantistici

Per via dell'effetto tunnel, una particella lanciata contro una barriera di potenziale ha una probabilità non nulla di oltrepassare la barriera, come accade effettivamente per un fenomeno ondulatorio

Esistono numerosi esperimenti che hanno confermato o che hanno permesso di intuire la natura della materia e dalla radiazione a scale microscopiche descritta dalla meccanica quantistica. Molti di questi esperimenti hanno portato alla scoperta di effetti quantistici, spesso controintuitivi rispetto alla meccanica classica. Dal punto di vista storico, l'effetto fotoelettrico e lo studio dello spettro del corpo nero sono stati fra i primi esperimenti a mostrare la natura quantistica del campo elettromagnetico, che ha portato alla scoperta e alla formulazione teorica del fotone e alla verifica della legge di Planck, secondo la quale l'energia dei fotoni è proporzionale alla loro frequenza. Lo spettro dell'atomo di idrogeno ha invece portato prima allo sviluppo del modello atomico di Bohr-Sommerfeld, poi ha permesso di formulare e verificare l'equazione di Schrödinger. 
L'effetto tunnel consiste nella possibilità, negata dalla meccanica classica, di un elettrone di superare una barriera di potenziale anche se non ha l'energia per farlo. Gli esperimenti sull'entanglement quantistico sono stati fondamentali nel rigettare il paradosso EPR. In tempi più recenti, la superconduttività e la superfluidità hanno attirato sempre maggiore attenzione per i possibili sviluppi tecnologici, fenomeni che sono studiati dalla fisica della materia condensata. L'effetto Casimir è stato invece fondamentale per comprendere le fluttuazioni quantiche dei campi nel vuoto, ed è legato alla scoperta dell'energia del vuoto.

## Cronologia essenziale

Esperimento della doppia fenditura: se un fascio di elettroni è sparato contemporaneamente attraverso due fenditure equidistanti origina su uno schermo rilevatore una figura d'interferenza, tipica dei fenomeni ondulatori.

- 1900: Max Planck introduce l'idea che l'emissione di energia elettromagnetica sia quantizzata, riuscendo a giustificare teoricamente la legge empirica che descrive la dipendenza dell'energia della radiazione emessa da un corpo nero dalla frequenza.
- 1905: Albert Einstein spiega l'effetto fotoelettrico sulla base dell'ipotesi che l'energia del campo elettromagnetico sia trasportata da quanti di luce (che nel 1926 saranno chiamati fotoni).
- 1913: Niels Bohr interpreta le linee spettrali dell'atomo di idrogeno ricorrendo alla quantizzazione dei livelli energetici dell'elettrone.
- 1915: Arnold Sommerfeld generalizza i precedenti metodi di quantizzazione, introducendo le cosiddette regole di Bohr-Sommerfeld.

I succitati risultati costituiscono la vecchia teoria dei quanti.
- 1924: Louis de Broglie elabora una teoria delle onde materiali, secondo la quale ai corpuscoli materiali possono essere associate proprietà ondulatorie.
- 1925: Werner Karl Heisenberg, Max Born e Pascual Jordan formulano la meccanica delle matrici.
- 1926: Erwin Schrödinger elabora la meccanica ondulatoria, che dimostra equivalente, dal punto di vista matematico, alla meccanica delle matrici. Max Born formula l'interpretazione probabilistica della funzione d'onda.
- 1927: Heisenberg formula il principio di indeterminazione; pochi mesi più tardi prende forma la cosiddetta interpretazione di Copenaghen.
- 1927: Paul Dirac include nella meccanica quantistica la relatività ristretta; fa un uso diffuso della teoria degli operatori nella quale introduce la notazione bra-ket.
- 1932: John von Neumann assicura rigorose basi matematiche alla formulazione della teoria degli operatori.
- 1940: Feynman, Dyson, Schwinger e Tomonaga formulano l'elettrodinamica quantistica (QED), che servirà come modello per le successive teorie di campo.
- 1956: Everett propone l'interpretazione a molti mondi.
- 1960: inizia l'elaborazione della cromodinamica quantistica (QCD).
- 1964: John Stewart Bell formula l'omonimo teorema.
- 1975: David Politzer, David Gross e Frank Wilczek formulano la QCD nella forma attualmente accettata.
- 1982: un gruppo di ricercatori dell'Istituto Ottico di Orsay, diretto da Alain Aspect, conclude con successo una lunga serie di esperimenti che mostrano una violazione delle disuguaglianze di Bell, confermando le previsioni teoriche della meccanica quantistica.

## Interpretazioni

Il paradosso del gatto di Schrödinger illustrato con il gatto in sovrapposizione tra gli stati "vivo" e "morto". Secondo l'interpretazione di Copenaghen il gatto è allo stesso tempo sia vivo sia morto, la realtà di un gatto vivo o morto si determina solo nel momento in cui il gatto stesso viene osservato.

Esistono diverse "interpretazioni" della meccanica quantistica che cercano, in modi diversi, di costruire un ponte fra il formalismo della teoria che sembra descrivere bene il mondo fisico microscopico e il comportamento "classico" che la materia esibisce a livello macroscopico. Una interpretazione della meccanica quantistica è l'insieme degli enunciati volti a stabilire un ponte fra il formalismo matematico su cui è stata basata la teoria e la realtà fisica che questa astrazione matematica dovrebbe rappresentare. Inoltre, come caratteristica peculiare della meccanica quantistica, una interpretazione è focalizzata anche a determinare il comportamento di tutto ciò che non è osservato in un esperimento. 
L'importanza di stabilire in che modo si comporta un dato sistema fisico anche quando non è osservato, dipende dal fatto che il processo di misura interagisce in maniera irreversibile con il sistema stesso, in modo tale che non è possibile ricostruirne completamente lo stato originario. Secondo alcuni fisici questo rappresenta una limitazione insuperabile della nostra conoscenza del mondo fisico, che sancisce una divisione fra quello che è possibile stabilire in merito al risultato di un esperimento e la realtà oggetto dell'osservazione. Come disse Bohr:
(Niels Bohr)

Secondo l'interpretazione a molti mondi della meccanica quantistica, nel paradosso del gatto di Schrödinger quando si apre la scatola si creano due mondi paralleli, uno in cui il gatto è vivo e un altro in cui il gatto è morto

Sulla base di questa posizione, Niels Bohr stesso in collaborazione con altri fisici, come Heisenberg, Max Born, Pascual Jordan e Wolfgang Pauli, formulò l'interpretazione di Copenaghen, una delle più conosciute e famose interpretazioni della meccanica quantistica, i cui enunciati sono inclusi anche in alcune versioni dei postulati della meccanica quantistica. Il nome deriva dal fatto che molti dei fisici che vi hanno contribuito sono collegati, per diversi motivi, alla città di Copenaghen. L'interpretazione di Copenaghen non è stata mai enunciata, nella forma odierna, da nessuno di questi fisici, anche se le loro speculazioni hanno diversi tratti in comune con essa. In particolare, la visione di Bohr è molto più elaborata dell'interpretazione di Copenaghen, e potrebbe anche essere considerata separatamente come interpretazione della complementarità in meccanica quantistica.
Esistono tuttavia molte altre interpretazioni della meccanica quantistica. L'interpretazione a "molti mondi" è una tra le più note interpretazioni. alternative a quella di Copenaghen e sostiene che ad ogni misurazione la storia del nostro universo si separi in un insieme di universi paralleli, uno per ogni possibile risultato del processo di misurazione. Questa interpretazione nasce da un articolo del 1957 scritto da Hugh Everett III, tuttavia le sue caratteristiche fondamentali non sono mai state delineate in maniera unitaria. La più nota versione di questa interpretazione si deve ai lavori di De Witt e Graham negli anni settanta.
Ciascuna interpretazione si differenzia in particolare per il significato dato alla funzione d'onda. Secondo alcune possibilità questa rappresenterebbe una entità reale che esiste sempre e indipendentemente dall'osservatore. Secondo altre interpretazioni, come quella di Bohr, la funzione d'onda rappresenta invece semplicemente una informazione soggettiva del sistema fisico rispetto e strettamente relativa ad un osservatore. Fra queste due alternative visioni è ancora presente un dibattito nella comunità fisica.

### Dibattito fisico e filosofico

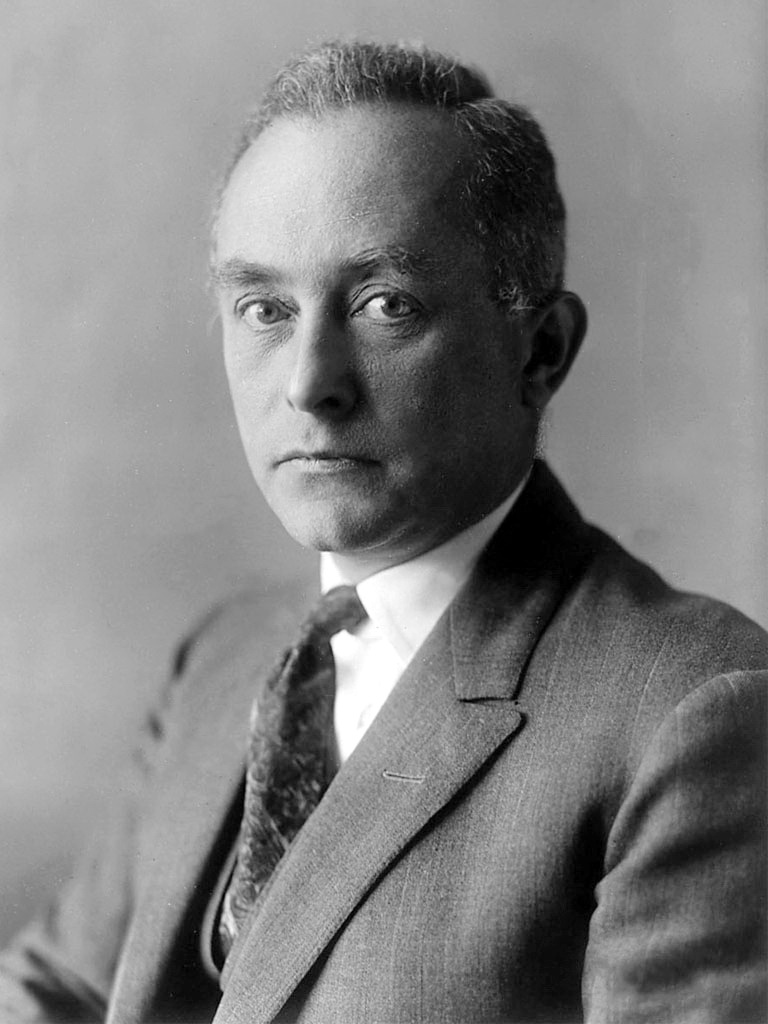
Max Born, noto per l'interpretazione statistica della funzione d'onda

Sin dai primi sviluppi della meccanica quantistica, le leggi formulate in base alle evidenze sperimentali sul mondo atomico hanno dato vita a complessi dibattiti di carattere fisico e filosofico. Una delle maggiori difficoltà riscontrate dal mondo scientifico di allora, riguardava l'abbandono della descrizione dello stato fisico di un sistema in termini di tutte le sue variabili contemporaneamente note con precisione arbitraria. Secondo l'interpretazione di Copenaghen, la limitata conoscenza dello stato fisico di un sistema è una proprietà intrinseca della natura e non limite degli strumenti di analisi sperimentali utilizzati o in ultimo dei nostri stessi sensi. Questa posizione non fu accolta positivamente da tutto il mondo scientifico e ancora oggi è oggetto di dibattito. Già Einstein mosse le sue critiche a questi sviluppi della meccanica quantistica, sostenendo:
(Albert Einstein,  Lettera a P. S. Epstein, 10 novembre 1945)

Le resistenze di Einstein nei confronti dell'interpretazione di Copenaghen e dei suoi paradossi, furono superate grazie al grande potere predittivo che le formulazioni della meccanica quantistica hanno dimostrato negli esperimenti condotti nel XX secolo. Queste conferme sperimentali spinsero ad accettare i principi e i postulati della meccanica quantistica, sebbene la questione di quale sia la realtà al di fuori degli esperimenti resti ancora aperta. In ultima analisi, la risposta alla domanda su quale possa essere la realtà dovrebbe essere fornita e rimandata ad una teoria del tutto, ovvero ad una teoria che sia capace di descrivere coerentemente tutti i fenomeni osservati in natura, che includa anche la forza di gravità e non solo le interazioni nucleari e subnucleari. L'impossibilità di conoscere simultaneamente ed esattamente il valore di due osservabili fisiche corrispondenti ad operatori che non commutano, ha rappresentato storicamente una difficoltà nell'interpretare le leggi della meccanica quantistica. 

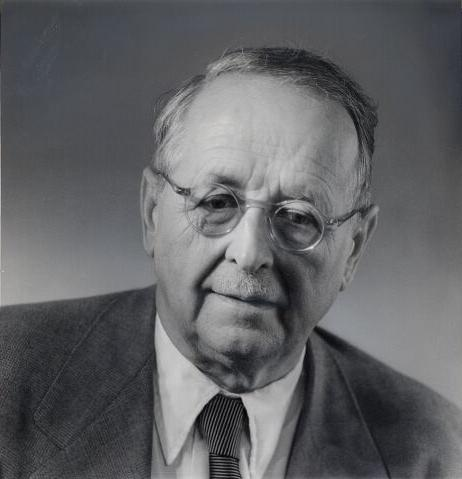
Hermann Weyl

Un altro punto particolarmente oggetto di aspre critiche riguarda il ruolo della funzione d'onda e l'interpretazione secondo cui un sistema fisico può trovarsi contemporaneamente in una sovrapposizione di stati differenti. Che quanto sopra enunciato sia, effettivamente, un problema concettuale e formale, venne messo in luce già nel 1935 quando Erwin Schrödinger ideò l'omonimo paradosso del gatto. Molto si è discusso, inoltre, su una peculiarità molto affascinante della teoria: il collasso della funzione d'onda sembrerebbe violare il principio di località. Questa caratteristica è stata messa in luce a partire da un altro famoso "paradosso", quello ideato da Einstein, Podolsky e Rosen nel 1935, chiamato paradosso EPR e che avrebbe dovuto dimostrare come la descrizione fisica della realtà fornita dalla meccanica quantistica sia incompleta.
Albert Einstein, pur avendo contribuito alla nascita della meccanica quantistica, criticò la teoria dal punto di vista concettuale. Per Einstein era inconcepibile che una teoria fisica potesse essere valida e completa, pur descrivendo una realtà in cui esistono delle mere probabilità di osservare alcuni eventi e in cui queste probabilità non sono statistiche ma ontologiche.
Le critiche di Einstein si riferiscono alla meccanica quantistica nella "interpretazione" di Bohr e della scuola di Copenaghen (all'epoca non c'erano altre interpretazioni altrettanto apprezzate), ed è in questo contesto che va "letto" il "paradosso EPR".
Einstein non accettava inoltre l'assunto della teoria in base al quale qualcosa esiste solo se viene osservato. Einstein sosteneva che la realtà (fatta di materia, radiazione, ecc.) sia un elemento oggettivo, che esiste indipendentemente dalla presenza o meno di un osservatore e indipendentemente dalle interazioni che può avere con altra materia o radiazione. Bohr, al contrario, sosteneva che la realtà (dal punto di vista del fisico, chiaramente) esiste o si manifesta solo nel momento in cui viene osservata, anche perché, faceva notare, non esiste neanche in linea di principio un metodo atto a stabilire se qualcosa esiste mentre non viene osservato. È rimasta famosa, tra i lunghi e accesi dibattiti che videro protagonisti proprio Einstein e Bohr, la domanda di Einstein rivolta proprio a Bohr: "Allora lei sostiene che la Luna non esiste quando nessuno la osserva?". Bohr rispose che la domanda non poteva essere posta perché concettualmente priva di risposta.

### "Realtà" della funzione d'onda

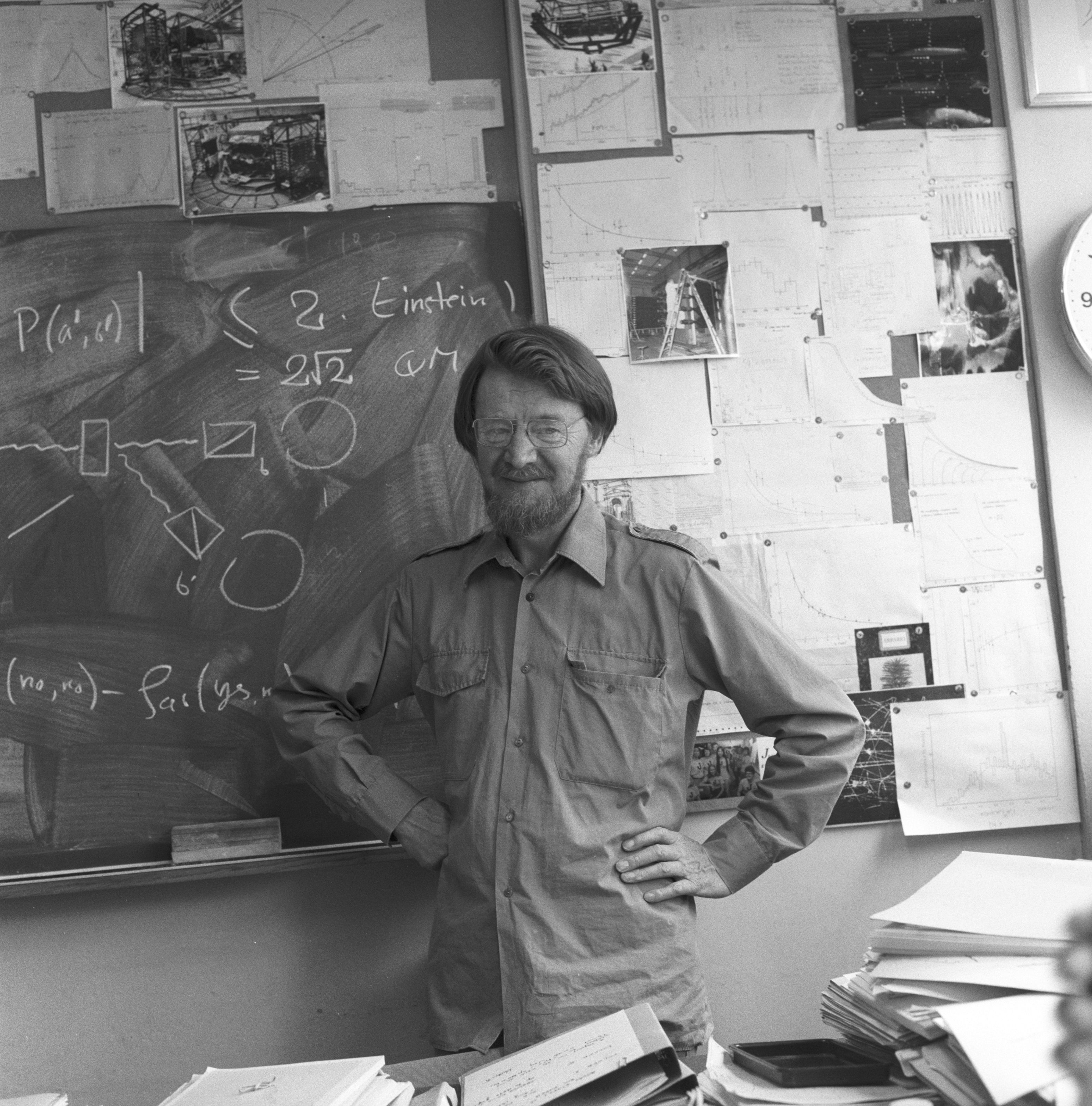
John Stewart Bell, noto per il suo Teorema di Bell

Un grande dibattito filosofico si è concentrato attorno a quale "realtà" abbia la funzione d'onda, e quindi l'intero formalismo della meccanica quantistica, rispetto alla natura che si vuole descrivere e all'osservatore che effettua la misurazione. Un possibile punto di vista prevede che la funzione d'onda sia una realtà oggettiva, che esiste indipendentemente dall'osservatore, e che rappresenti o sia equivalente all'intero sistema fisico descritto. All'opposto, la funzione d'onda potrebbe rappresentare, secondo un altro punto di vista, solo la massima conoscenza che un preciso osservatore è in grado di avere di un dato sistema fisico. Bohr durante questo tipo di dibattiti sembrò propendere per questa seconda possibilità.
La risposta a questo tipo di interrogativi non è semplice per il fatto che una teoria dell'intero universo come la meccanica quantistica dovrebbe anche descrivere il comportamento degli osservatori che vi sono dentro, spostando quindi il problema della realtà della funzione d'onda al problema della realtà degli osservatori stessi. In termini generali, si può osservare che esiste una differenza fra le previsioni della meccanica quantistica fornite dalla funzione d'onda e le previsioni probabilistiche che è possibile avere ad esempio per il meteo. Nel secondo caso, due previsioni del tempo indipendenti potrebbero dare risultati differenti, in base al fatto che potrebbero avere una diversa accuratezza nella conoscenza dello stato attuale della temperatura e della pressione dell'atmosfera. Nel caso della meccanica quantistica tuttavia, il carattere probabilistico è intrinseco ed è indipendente dal tipo di misurazioni che vengono effettuate. In questo senso, la funzione d'onda assume un significato oggettivo di realtà e non semplicemente uno soggettivo di ciò che è probabile che la natura manifesti.

## Estensioni

La meccanica quantistica è stata in grado di spiegare la struttura atomica, (3) e (4), come pure di descrivere qualitativamente le proprietà macroscopiche della materia, (1) e (2). Le estensioni con la relatività ristretta hanno permesso infine di avere un modello coerente della struttura nucleare e subatomica (5). Alcune teorie, come quella delle stringhe, dovrebbero essere in grado di includere la gravità e descrivere il mondo fino alla scala di Planck, (6).

Nonostante i suoi numerosi successi, la meccanica quantistica sviluppata agli inizi del XX secolo non può essere considerata una teoria definitiva capace di descrivere tutti i fenomeni fisici. Un primo limite fondamentale della teoria, già ben presente agli stessi scienziati che la formularono, è la sua incompatibilità con i postulati della relatività ristretta e generale. Inoltre la formulazione originaria è inadatta a rappresentare sistemi dove il numero di particelle presenti vari nel tempo.
L'equazione di Schrödinger è simmetrica rispetto al gruppo di trasformazioni di Galileo e ha come corrispettivo classico le leggi della meccanica di Newton. L'evoluzione temporale degli stati fisici non è quindi compatibile con la relatività ristretta. Tuttavia i principi della meccanica quantistica possono essere generalizzati in modo da essere in accordo con il quadro della relatività ristretta, ottenendo la teoria quantistica dei campi. Gli effetti associati all'invarianza per trasformazioni di Lorentz  richiesta dalla relatività ristretta hanno come conseguenza la non conservazione del numero di particelle. Infatti, in base alla relazione fra massa ed energia, un quanto energetico può essere assorbito o emesso da una particella. La descrizione completa dell'interazione elettromagnetica fra i fotoni e le particelle cariche è fornita dall'elettrodinamica quantistica, teoria quantistica di campo capace di spiegare l'interazione tra radiazione e materia e, in linea di principio, anche le interazioni chimiche interatomiche.

La cromodinamica quantistica è una teoria che descrive la struttura nucleare in termini di interazioni fra quark e gluoni. Il neutrone ad esempio è costituito da due quark di valenza down e uno up che interagiscono scambiando gluoni.

Nella seconda metà del XX secolo la teoria di campo quantistica è stata estesa alla descrizione delle interazioni forti che avvengono all'interno del nucleo fra i quark e gluoni, con la cromodinamica quantistica. Ulteriori sviluppi hanno permesso di unificare la forza elettrica con la forza debole, responsabile dei decadimenti nucleari.
Anche la formulazione quantistica delle teorie di campo resta in disaccordo con i principi della teoria della relatività generale, questo rende perciò estremamente complesso formulare una teoria in cui la gravità obbedisce anche ai principi della meccanica quantistica. La cosiddetta teoria quantistica della gravitazione è uno degli obiettivi più importanti per la fisica del XXI secolo. Ovviamente, viste le numerose conferme sperimentali delle due teorie, la teoria unificata dovrà includere le altre due come approssimazioni, quando le condizioni ricadono nell'uno o nell'altro caso. 
Numerose proposte sono state avanzate in questa direzione, come ad esempio la gravitazione quantistica a loop, in inglese Loop Quantum Gravity (LQG), o la teoria delle stringhe. La teoria delle stringhe per esempio estende la formulazione della meccanica quantistica considerando, al posto di particelle puntiformi, oggetti monodimensionali (le stringhe) come gradi di libertà fondamentali dei costituenti materia.

## Applicazioni
Una buona parte delle tecnologie moderne sono basate, per il loro funzionamento, sulla meccanica quantistica. Ad esempio il laser, il microscopio elettronico e la risonanza magnetica nucleare. Inoltre, molti calcoli di chimica computazionale si basano su questa teoria.

### Elettronica

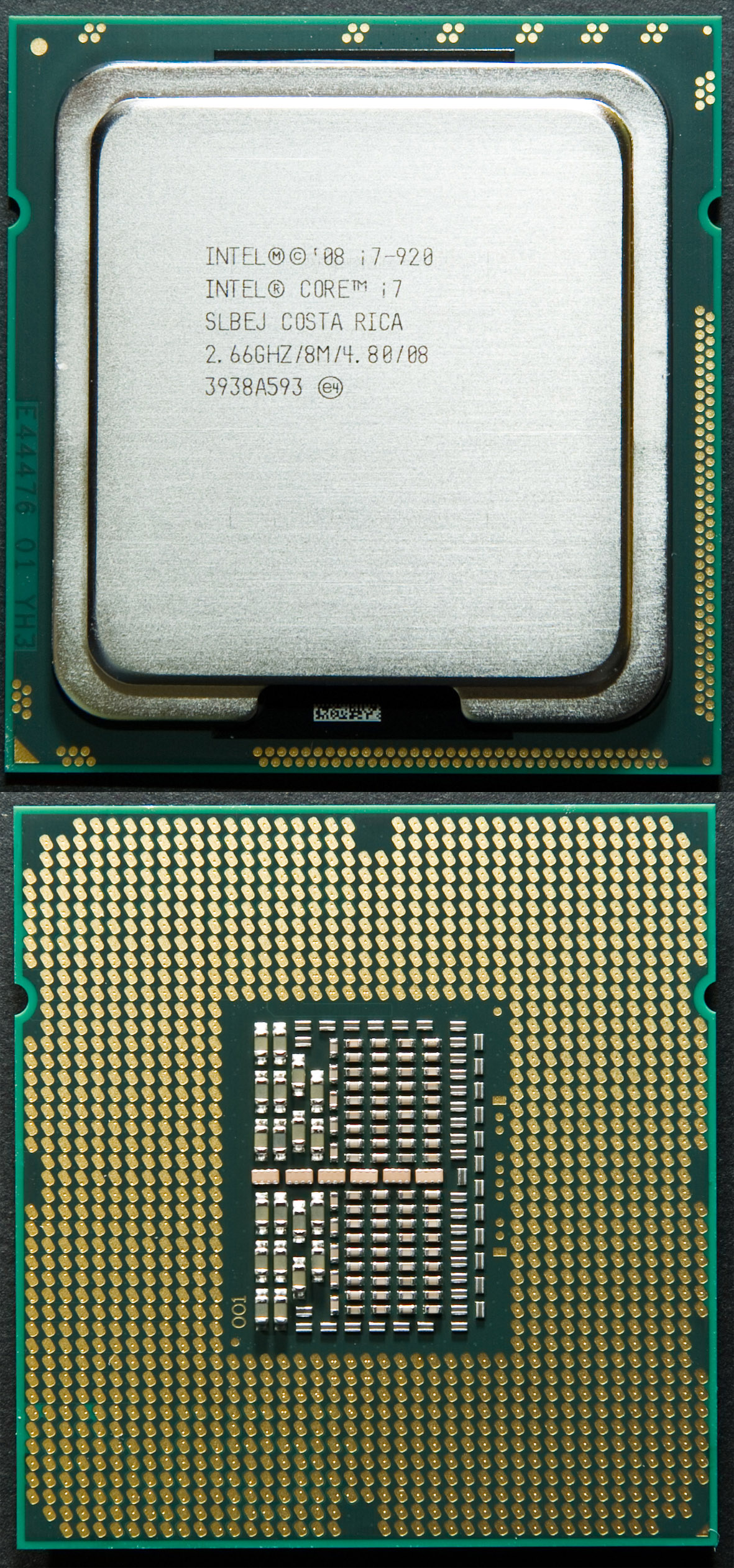
Una CPU Intel core I7 contiene oltre 700 milioni di transistor

Livelli energetici consentiti ad un elettrone in un semiconduttore. La zona blu, chiamata banda di valenza, è occupata interamente dagli elettroni, mentre la zona gialla, chiamata banda di conduzione, è libera e può essere percorsa da elettroni liberi (i punti neri).

Molti dei fenomeni studiati in fisica dello stato solido sono di natura quanto-meccanica. Lo studio dei livelli energetici degli elettroni nelle molecole ha permesso lo sviluppo di numerose tecnologie di centrale importanza nel XX secolo. I semiconduttori, come il silicio, presentano alternanza di bande di energia permessa e proibita, cioè insiemi continui di valori energetici permessi o proibiti agli elettroni. L'ultima banda di un semiconduttore, detta banda di conduzione, è parzialmente occupata da elettroni. Per questo motivo, se ad un semiconduttore si aggiungono impurità costituite da atomi in grado di cedere o accettare elettroni, si potranno avere cariche negative o positive libere in grado di ricombinarsi.
Componendo fra loro strati di semiconduttori con queste opposte impurità si può ottenere un dispositivo in grado di far passare la corrente solo in una direzione, come il diodo, oppure un amplificatore di un segnale, come il transistor. Entrambi sono elementi indispensabili per l'elettronica moderna; grazie a questo tipo di tecnologie possono essere realizzati in dimensioni estremamente compatte: una moderna CPU può contenere miliardi di transistor in pochi millimetri. L'uso di questi tipi di semiconduttori è alla base del funzionamento anche dei pannelli fotovoltaici.

### Informatica
Le ricerche più innovative sono, attualmente, quelle che studiano metodi per manipolare direttamente gli stati quantistici. Molti sforzi sono stati fatti per sviluppare una crittografia quantistica, che garantirebbe una trasmissione sicurissima dell'informazione in quanto l'informazione non potrebbe essere intercettata senza essere modificata. Un'altra meta che si cerca di raggiungere, anche se con più difficoltà, è lo sviluppo di computer quantistici, basati sul calcolo quantistico che li porterebbe ad eseguire operazioni computazionali con molta più efficienza dei computer classici.
Inoltre, nel 2001 è stato realizzato un nottolino quantistico funzionante, versione quantistica del nottolino browniano.